# Полынь Сиверса
Полынь Сиверса (лат. Artemisia sieversiana) — вид однолетних и двулетних растений рода Полынь семейства Астровые, или Сложноцветные (Asteraceae).
Вид назван в честь Иоганна Сиверса, ботаника, исследовавшего природу Сибири, член-корреспондента Императорской Санкт-Петербургской Академии Наук.

## Ботаническое описание
Всё растение покрыто густо-прилегающими волосками, отчего выглядит сероватым. Стебель прямостоящий, высотой от 30 см до 1 метра, ребристый и ветвистый. Листья у основания стебля и в средней части черешковые, у основания черешков имеются ушки. Листовые пластинки широкотреугольной формы, трижды перисто-рассечены на узкие вытянутые дольки, все усеяны ямочками-желёзками.
Корзинки полушаровидной формы, от 4 до 6 мм в диаметре, сгруппированы в широкое метельчатое соцветие. Наружные листочки обёртки короче корзинки, количеством 3 или 5, зелёного цвета, линейно-продолговатой формы и покрыты волосками. Следующие листочки обёртки продолговатые и широко-плёнчатые. Внутренние листочки эллиптические или почти округлые, при завершении цветения их верхушки отворачиваются назад и становятся золотисто-буроватого оттенка. Цветоложе волосистое.
На краях цветки пестичные, числом около 18. Внутренние цветки многочисленные, все обоеполые, снабжены воронковидными венчиками без перетяжек, мало-железистые.
Семянки длиной от 1,2 до 1,4 мм обратно-яйцевидной формы, тёмно-бурого цвета, с тонкими бороздками.
Кариотип: 2n = 18.
Типовой экземпляр из Сибири.

## Распространение и местообитания
Произрастает в Сибири, на территории Тюменской, Курганской, Омской, Томской, Новосибирской, Кемеровской, Иркутской областей, Забайкальского, Алтайского, Красноярского краёв, республик Тува, Бурятия, Якутия.
За пределами Сибири распространена в Восточной Европе — Приуралье, в Средней Азии, на юге Дальнего Востока России, Монголии, Кореи и Японии, на территории Китая, в Афганистане, Индии, Непале и Пакистане.
Обитает на залежах, выгонах и в мусорных местах, встречается у окраин пашен и в зарослях кустарников, вдоль дорог и обрывов, на берегах рек.
Обычное растение степей и лесостепей, проникает в южные окраины тайги. В горных районах встречается на высотах до 4 тыс. метров над уровнем моря.

## Значение и применение
Эфирные масла могут использоваться в составе противовоспалительных и кровоостанавливающих лекарственных средств.
Надземные части растения с цветущими корзинками содержат 0,07—0,08 % эфирного масла. Масло тёмно-красноватого цвета. По запаху и цвету напоминает масло полыни горькой (Artemisia absinthium L.).

## Кормовая ценность
Растение пригодно для силосования. Силос, заготовленный в фазе плодоношения, на 100 кг (в переводе на сухое вещество) содержит: 6,1—6,4 кг переваримого белка и 45,4—48,9 кормовых единиц. Питательная ценность силоса из этой полыни выше питательной ценности силоса из подсолнечника, осоки, тростника и ниже только питательной ценности из мари белой. При скармливании коровам 12—16 кг силоса из полыни (⅓ рациона) силос съедался полностью, не вызывая физиологических отравлений коров. Однако молоко приобрело горький вкус, масло стало бледным с запахом полыни. При скармливании 4—8 кг силоса в молоке и масле горечи не обнаружено. После скармливании коровам 2 кг сена молоко также становилось горьким.
Растение имеет резкий запах и горький вкус. Ранней весной на пастбище поедается скотом в небольшом количестве. В течение лета до конца фазы цветения не поедается. В конце августа и до зимы поедается скотом довольно охотно. Животные главным образом едят верхушки стебля и листья. Грубая часть стебля не поедается. В сене поедается скошенная до цветения почти без остатка. Сено, скошенное во время цветения или после цветения, поедается с большими — до 60—70 % — остатками. Лучше всего поедается овцами и козами. При этом на пастбище они поедают хуже, чем в сене. Крупный рогатый скот поедает на пастбищах только с конца августа. Поедает также сено, но хуже чем овцы и коза. Лошади поедают плохо или совсем не поедают на пастбище, в сене, в силосе.